# Кайнд, Рослин
Рослин Кайнд (англ. Roslyn Kind, род. 9 января 1951) — американская певица и актриса, единоутробная сестра Барбры Стрейзанд.

## Биография
Рослин родилась в Бруклине, Нью-Йорк. Родители её матери были выходцами из Российской империи, где её дед был кантором.
В августе 1943 года, через несколько месяцев после первого дня рождения Стрейзанд, её отец умер в возрасте 34 лет и в 1950 году её мать вышла замуж за Луи Кайнда.
С юных лет начала играть в театре. Выпустила несколько музыкальных альбомов. Активно участвует в бродвейских постановках и снимается на телевидении.

## Фильмография
- 1976 — Звезда родилась
- 1979 — Главное событие
- 1983 — Я собираюсь стать известным
- 1987 — Отстающие
- 1996 — Няня (исполняет собственную композицию Light of Love)